# Jacaratia
Jacaratia, biljni rod iz porodice papajevki kojemu pripada sedam vrsta drveća i grmova, jedna iz Srednje i Južne Amerike.

## Vrste
1. Jacaratia chocoensis A.H.Gentry & Forero
2. Jacaratia corumbensis Kuntze
3. Jacaratia digitata (Poepp. & Endl.) Solms
4. Jacaratia dolichaula (Donn.Sm.) Woodson
5. Jacaratia heptaphylla (Vell.) A.DC.
6. Jacaratia mexicana A.DC.
7. Jacaratia spinosa (Aubl.) A.DC.

## Sinonimi
- Leucopremna Standl.
- Pileus Ramírez
- Jaracatia Marcgr. ex Endl.